# Giovani ribelli
Giovani ribelli è un romanzo della scrittrice britannica K. M. Peyton, pubblicato in Italia nel 1995.

## La trama
Penn vive in una famiglia difficile: il padre è violento, la madre incomprensiva e fredda nei suoi confronti. A scuola non riesce ad ottenere buoni risultati, se non ad educazione fisica e musica. Ciò perché tutti vedono in lui solo un ragazzo problematico, senza curarsi dell'origine dei suoi problemi. L'unico ad avere fiducia in lui è il professor Crocker, di musica, il quale scopre che, sotto i rossi, ricci capelli lunghi di Penn, si nasconde un musicista eccezionale. L'unico amico di Penn è Bates, un altro genio incompreso. Spesso entrambi si rifugiano su una vecchia barca, il Matilda, e lì Bates, dopo aver bevuto qualche birra, canta sulle note dell'armonica dell'amico, con voce limpida, antichi canti popolari, scoperti per caso in biblioteca. Spesso Penn viene coinvolto in zuffe, che gli procurano sempre guai, anche con la polizia. Etichettato ufficialmente come delinquente schedato, otterrà finalmente la sua rivincita sul mondo quando vincerà un concorso pianistico e verrà ammesso ad una scuola di musica molto prestigiosa.

## Personaggi
- Patrick Pennington, chiamato semplicemente Penn è il protagonista del libro. È un ragazzo di quasi diciassette anni, di corporatura massiccia, con lunghi capelli rossi e ricci, che suscitano l'ilarità e l'indignazione di molte persone, che vedono quella capigliatura come un gesto di ribellione. Ha un'indole rissosa e impertinente, noncurante delle conseguenze che potrebbero scaturire dalle sue azioni. Per via dei suoi precedenti penali rischia regolarmente di finire nel riformatorio di Oakhall, cosa che teme molto. Penn è insofferente nei confronti della scuola e la vede come una prigione avente l'unico scopo di limitare la sua libertà. La sua passione è suonare il piano, strumento che adopera da quando era bambino, anche se non sopporta esibirsi davanti alla sua famiglia, poiché in quel caso non può suonare la musica che più gli piace. Ha un odio ben corrisposto nei confronti di Smeeton, suo coetaneo. Bates, invece, è il suo migliore amico, anche se la loro significativa differenza fisica e caratteriale, spinge molti loro conoscenti a domandarsi che cosa mai avessero in comune per essere amici. È un ottimo calciatore e nuotatore.
- John Bates, chiamato semplicemente con il suo cognome Bates è il migliore amico di Penn. A differenza di quest'ultimo è piccolo e minuto (i due sono stati soprannominati Stanlio e Ollio) e di carattere mite e tranquillo. Due cose lì accomunano: la scarsa predisposizione allo studio e la passione per la musica. Bates ha ottime doti canore e ha scoperto alcuni brani popolari per caso in biblioteca, brani che canta solitamente sul Matilda accompagnato dall'armonica di Penn. Data la sua insicurezza, per cantare ha bisogno di bere tanta birra, ma grazie all'aiuto dell'amico eliminerà ogni inibizione e imparerà ad esibirsi in pubblico, affermandosi come cantante.
- Smeeton, compagno di scuola di Penn e Bates. È nemico giurato di Penn, che non gli perdona di essere più furbo di lui nel cacciarsi nei guai, e si diverte a inguaiarlo ulteriormente. Lui e Penn si azzuffano spesso e Penn ha quasi sempre la meglio grazie alla sua superiorità fisica, tanto che Smeeton, per affrontarlo, si accompagna sempre a tre amici, i fratelli Gerry e Gary Green e Fletcher, rissosi come lui. Al contrario di Penn, però, Smeeton non ha altre doti se non quella di essere un astuto furfante.
- Edwin Crocker, chiamato anche Semicroma dai ragazzi. È il professore di musica di Penn e una delle poche persone ad avere fiducia in lui. Si affeziona molto al ragazzo, nel cui talento confida a tal punto che, convinto che Penn non potrà partecipare al concorso a cui l'ha iscritto e disperato per questo, verrà colto da infarto mentre è a pesca con la sua barca. Saranno Penn e Bates a salvargli la vita.
- Professor Marsh detto Il Fradicio. È il professore di classe di Penn per cui nutre un sincero odio, ovviamente ricambiato. Uomo all'antica e apertamente di destra (motivo per cui Penn si dichiara comunista), sfida il comportamento ribelle del ragazzo con dei metodi altrettanto discutibili e scorretti, per i quali viene criticato da molti colleghi. Non esita a denunciare il protagonista per aver guidato la motocicletta di suo padre senza patente con la dichiarata intenzione di farlo arrestare e non esita nemmeno a ferirlo alle mani con la sferza il giorno prima del concorso, pur sapendo in quel modo di colpire anche Crocker. Sarà proprio quest'ultimo episodio a convincere Penn a partecipare al concorso e a vincerlo.
- Matthews, professore di ginnastica. È l'unico insegnante, insieme a Crocker, ad avere un ascendente positivo su Penn, grazie al quale la scuola vince regolarmente i tornei di calcio e nuoto, per la gioia dell'insegnante. Contravviene ad una regola di Marsh (con cui è in cattivi rapporti) che vieta a Penn di gareggiare con i capelli lunghi schierandolo all'ultimo momento alle finali di nuoto: Penn vincerà e Matthews riuscirà addirittura a convincerlo a tagliarsi i capelli, temendo il licenziamento.
- Stacker, preside della scuola frequentata da Penn. Pur essendo una persona tranquilla e limitandosi esclusivamente ad applicare il regolamento, appoggia le decisioni di Marsh riguardo a Penn, di cui non vede l'ora di liberarsi. Riuscirà ad espellerlo alla fine della storia.
- I genitori di Penn (il padre si chiama Bill), con cui il protagonista non va d'accordo. Sono una famiglia proletaria. La madre tratta sempre male Penn, il padre tende ad alzare facilmente le mani, pur coprendo il figlio con la polizia. Alla fine della storia, Penn sarà ben contento di andarsene di casa.
- West, sergente della contea. Poliziotto comprensivo, conosce Penn da sempre e mette una buona parola su di lui finché può.
- Mitchell, aiutante di West. Pignolo e ligio al dovere, entra subito in conflitto con Penn e cerca di inchiodarlo ogni volta che ne ha l'occasione.
- Sylvia, cantante di un gruppo che suona ballate. Sedici anni circa, bella, bionda e con una voce penetrante. Penn si infatua di lei, che sembra però più interessata alla voce di Bates. A sorpresa, si presenta al concorso per vedere Penn, dal quale sembra essere attratta anche lei. Una volta portatolo a casa sua, però, sua madre, ex pianista, lo costringe a suonare fino a notte fonda, senza voglia, il suo pianoforte.
- Hampton, famoso maestro di musica londinese. Si trova per caso a casa di un suo amico che abita sopra i genitori di Sylvia proprio mentre Penn si esibisce. Accortosi del talento del ragazzo lo rintraccia e si offre di fargli da maestro nella sua scuola di Londra, riuscendo perfino a convincere la polizia a lasciarlo andare.

## Edizioni
- K. M. Peyton, Giovani Ribelli, Edizioni EL, 1995,  p. 265, ISBN 88-7068-756-2.